# エアフロントオアシス (春日井市)
エアフロントオアシスは、愛知県春日井市味美上ノ町にある公園である。県営名古屋空港南側に隣接している。

## 施設
- 見晴らし台[3][4]
- 広場[4]
- 遊歩道[4]
- 大型遊具[4]

## 交通
- 名鉄小牧線 味美駅下車、北西方向で徒歩約12分[4]
- 東名高速道路小牧ICから車で約30分[5]